# محمد مهدي البصير
محمد مهدي بن محمد بن عبد الحسين البصير (1895 - 1974) شاعر عراقي. ولد في الحلة ونشأ فيها. فقد بصره متأثرًا بمرض الجدري وكان في الخامسة من عمره. نشأ نشأة دينية. شارك بشعره في ثورة العراق 1920، فاعتُقِل وسُجِن. درس في عام 1925 في جامعة آل البيت في بغداد، ثمّ أوفد إلى مصر لمتابعة دراسته في الأدب العربي، ثم إلى مونپلييه في فرنسا، حيث تابع دراسته العليا ونال شهادة الدكتوراه في الأدب الفرنسي. عاد إلى بغداد عام 1938 وعمل مدرسًا للأدب العربي في دار المعلمين مدة عشرين عاماً، ثم أحيل على التقاعد فأعكتف في منزله، يدرس ويطالع، ويكتب الشعر. توفي في بغداد. له عدة مؤلفات في التاريخ والسياسة ومسرحيات ودواوين شعرية.

## سيرته
هو محمد مهدي بن محمد بن عبد الحسين آل شهيب الملقب ب البصير ولد عام 1895 في مدينة الحلة . أسرته نزحت من اطراف كربلاء في حدود القرن الثامن عشر إليها. وهي تنتمي الي بني كلاب من عرب الجزيرة العربية. فهو محمد مهدي ابن الشيخ محمد ابن الشيخ عبد الحسين بن شهاب الدين بن عبيد بن أحمد بن حسن الكلابي .

و أصيب وهو طفل صغير بالجدري فكف بصره، و لكن ذلك لم يمنعه من تلقي العلم في الكتاتيب، فتلقى تعليمًا دينيًا عن محمد القزويني والشاعر عبد المطلب الحلي و قد حباه الله بذاكرة قوية بقيت موضع إعجاب كل معارفه . كانت له القدرة علي فصاحة الكلام وهو ابن الثانية عشرة .. ويقول الشعر وهو بهذا العمر.. ويحفظ للمتنبي وللمعري قصائد ويعيدها على رفاقه بربع ساعة .. وكان يرتجل شعره بمتانة السبك .. وإذا طلب منه في مجلس أعاد قراءة القصيدة من اواخرها من شعره أو من غيره .. ذاكرة مدهشة وحافظة تثير العجب، اما إذا قرأ شاعر امامه قصيدة أعاد البصير قراءتها في اللحظة ذاتها .. وما أن بلغ الخامسة عشر من عمره حتى أخذ يعاون والده في إحياء المجالس الحسينية، فأصبح له باع طويل فيها و أخذ ينافس أباه . كما بدأ بكتابة الشعر في مختلف المناسبات بعد دراسته للدواوين الشعرية لصفي الدين الحلي و المتنبي و السيد حيدر الحلي و غيرهما من شعراء العربية القدماء و المحدثين.

من مؤسسي حزب حرس الاستقلال في العراق عام 1919 .عضو الحزب الوطني العراقي بقيادة جعفر أبو ألتمن عام 1922 .لقب بشاعر ثورة العشرين لما قدمه من شعر فيها وفي كل قضايا العراق الوطنية .درس في جامعة مونبلييه في فرنسا 1931 ـ 1937 وحصل على شهادة الدكتوراه في الأدب الفرنسي .عمل أستاذ في دار المعلمين العالية في جامعة بغداد حتى تقاعد في ستينات القرن العشرين .

توفي في بغداد  في 6 تشرين الأول عام 1974 .

## مؤلفاته
- تاريخ القضية العراقية، الجزء الأول 1923 والجزء الثاني 1923
- بعث الشعر الجاهلي، 1939 [4]

- نهضة العراق الأدبية في القرن التاسع عشر، 1946.
- خطرات،1952.
- البركان، 1957.
- سوانج،الجزء الأول 1967 والجزء الثاني 1967.
- في الأدب العباسي، 1970.
- عصر القرآن
- دولة الدخلاء، مسرحية
- زبد الأمواج، ديوان شعر
- ديوان الشّذرات
- ديوان البركان
- النفثات
- الموشّح
- شعر كورناي الغنائي، بالفرنسية